# San Martín de Puzhío
San Martín de Puzhío es una localidad y parroquia en el Cantón Chordeleg, Provincia de Azuay, Ecuador. La parroquia tiene una superficie de 14,45 km² y según el censo ecuatoriano de 2001 tenía una población total de 1.069 habitantes.
La Parroquia fue fundada el 27 de julio de 1994.

## Ubicación
La Parroquia San Martín de Puzhío está ubicada en el este de la provincia de Azuay en el flanco oeste de la Cordillera Real. Se ubica en la margen derecha del Río Zhio, afluente del Río Santa Bárbara. En el este, el área administrativa se extiende hasta una cresta alta de 3450 m s. n. m. El área se drena al oeste del río Zhio. El pueblo de San Martín de Puzhío se encuentra a una altitud de 2700 m s. n. m., a 7 km al sur de la capital cantonal Chordeleg.
La Parroquia San Martín de Puzhío limita al norte con las Parroquias Chordeleg y La Unión, al este con la Parroquia Remigio Crespo Toral (Cantón de Gualaceo), al sur por la Parroquia Delegsol y al oeste por las Parroquias Güel (Cantón de Sígsig) y Simón Bolívar (Cantón Gualaceo).